# Al Bates
Al Bates (Alfred Hilborn Bates; * 24. April 1905 in Philadelphia; † 9. Juni 1999 ebenda) war ein US-amerikanischer Weitspringer.
1928 qualifizierte er sich als US-Vizemeister für die Olympischen Spiele in Amsterdam. Dort gewann er mit 7,40 m die Bronzemedaille hinter seinem Landsmann Ed Hamm (7,73 m) und dem Haitianer Silvio Cator (7,58 m). 
1930 und 1931 wurde er US-Meister. Seine persönliche Bestleistung von 7,58 m stellte er am 25. Mai 1928 in Cambridge auf.